# Tasco
Tasco – miasto w Kolumbii, w departamencie Boyacá.